# Parma Associazione Calcio 1983-1984
Questa voce raccoglie le informazioni riguardanti il Parma Associazione Calcio nelle competizioni ufficiali della stagione 1983-1984.

## Stagione
Per i colori del Parma la stagione 1983-84 è stata entusiasmante. Dopo una lotta a tre con Bologna e L.R. Vicenza in campionato, al termine un solo punto le divide: parmigiani e felsinei promossi in Serie B con 48 punti, berici terzi a 47 punti, le quarte classificate staccate a 39 punti.
Azzeccata la scelta del presidente Ernesto Ceresini di mettere al timone dei crociati il tecnico bergamasco Marino Perani, vecchia gloria del Bologna e della nazionale azzurra. La partenza è stata col botto, con cinque vittorie di fila, ma il vero capolavoro del Parma sono state le ultime cinque partite del campionato, anche queste tutte vinte, compreso lo scontro diretto (1-4) sul campo di Vicenza. La festa promozione il 3 giugno a Sanremo con una rete del promettente Stefano Pioli.
Grande protagonista di questa stagione dei ducali è il centravanti toscano Massimo Barbuti, autore di 18 reti, di cui 17 in Serie C1 e uno in Coppa Italia. Proprio in Coppa il Parma non va al di là della  alla fase a gironi giocata nel precampionato, che promuove agli ottavi di finale il Cesena e l'Avellino ed elimina, oltre agli emiliani, anche la Sambenedettese, l'Empoli e soprattutto la blasonata Inter. Nella Coppa Italia di Serie C il Parma, entrato in tabellone nei sedicesimi di finale per via dell'impegno nella summenzionata Coppa maggiore, viene subito estromesso nel doppio confronto dall'Alessandria.

## Divise e sponsor

Stefano Pioli in azione con la nuova divisa parmense introdotta in questa stagione, a predominanza bianca.

Lo sponsor tecnico per la stagione 1983-1984 è Umbro, mentre lo sponsor ufficiale è Prosciutto di Parma.
L'annata segna una svolta per quanto concerne l'uniforme parmigiana, che si ripercuoterà sul quindicennio a seguire: la società, prettamente per ragioni commerciali, abbandona la divisa crociata bianconera che fin lì ne aveva contraddistinto la gran parte della storia, in favore di una nuova maglia a predominanza bianca, con dettagli gialloblù relegati alle maniche, abbinata a calzoncini e calzettoni gialli.
Lo stesso template viene utilizzato per la divisa da trasferta, questa a predominanza blu.
| Casa | Trasferta |

## Rosa
| N. |                   | Ruolo | Calciatore          |
| -- | ----------------- | ----- | ------------------- |
| -  | Italia (bandiera) | P     | Roberto Dore        |
| -  | Italia (bandiera) | P     | Rino Gandini        |
| -  | Italia (bandiera) | D     | Pierluigi Panizza   |
| -  | Italia (bandiera) | D     | Alfonso Bertozzi    |
| -  | Italia (bandiera) | D     | Moreno Farsoni      |
| -  | Italia (bandiera) | D     | Giacomo Murelli     |
| -  | Italia (bandiera) | D     | Daniele Davin       |
| -  | Italia (bandiera) | D     | Stefano Pioli       |
| -  | Italia (bandiera) | D     | Alessandro Stoppani |
| -  | Italia (bandiera) | C     | Marco Marocchi      |

| N. |                   | Ruolo | Calciatore              |
| -- | ----------------- | ----- | ----------------------- |
| -  | Italia (bandiera) | C     | Fabio Aselli            |
| -  | Italia (bandiera) | C     | Gabriele Pin            |
| -  | Italia (bandiera) | C     | Stefano Mariani         |
| -  | Italia (bandiera) | C     | Fabrizio Di Pietropaolo |
| -  | Italia (bandiera) | C     | Paolo Frara             |
| -  | Italia (bandiera) | C     | Nicola Berti            |
| -  | Italia (bandiera) | C     | Fausto Salsano          |
| -  | Italia (bandiera) | C     | Enrico Cannata          |
| -  | Italia (bandiera) | A     | Massimo Barbuti         |
| -  | Italia (bandiera) | A     | Tiziano Ascagni         |

## Risultati

### Serie C1

#### Girone di andata
| Arbitro: | Creati (Acireale) |

|                              |           |  |
| Di Pietropaolo 35’ Frara 66’ | Marcatori |  |

| Arbitro: | Agnelli (Siena) |

|  |           |             |
|  | Marcatori | 19’ Barbuti |

| Arbitro: | Perdonò (Foggia) |

|             |           |  |
| Salsano 58’ | Marcatori |  |

| Arbitro: | Betti (Siena) |

|  |           |                                    |
|  | Marcatori | 20’ Aselli 51’, 53’ Di Pietropaolo |

| Arbitro: | Basile (Siracusa) |

|  |           |         |
|  | Marcatori | 61’ Pin |

| Parma 23 ottobre 1983 6ª giornata | Parma             | 0 – 0 | Modena | Stadio Ennio Tardini\| Arbitro: \| Tuveri (Cagliari) \| |
| Arbitro:                          | Tuveri (Cagliari) |       |        |                                                         |

| Arbitro: | Greco (Lecce) |

|                 |           |             |
| Quagliaroli 33’ | Marcatori | 6’ Marocchi |

| Arbitro: | Cassi (Pisa) |

|                                    |           |                                |
| Ascagni 9’ Barbuti 39’ Panizza 80’ | Marcatori | 33’ Frutti 51’ Fabbri 56’ Donà |

| Arbitro: | Bruschini (Firenze) |

|                        |           |                    |
| Bonetti 21’ Gritti 32’ | Marcatori | 60’ Di Pietropaolo |

| Arbitro: | Nicchi (Arezzo) |

|         |           |                        |
| Pin 58’ | Marcatori | 38’ Talevi 87’ Allievi |

| Arbitro: | Creati (Acireale) |

|                    |           |  |
| Barbuti 48’ (aut.) | Marcatori |  |

| Parma 4 dicembre 1983 12ª giornata | Parma              | 0 – 0 | Reggiana | Stadio Ennio Tardini\| Arbitro: \| Gabbrielli (Prato) \| |
| Arbitro:                           | Gabbrielli (Prato) |       |          |                                                          |

| Arbitro: | D'Innocenzo (Roma) |

|                                 |           |  |
| Salsano 62’ Pin 69’ Ascagni 85’ | Marcatori |  |

| Ferrara 18 dicembre 1983 14ª giornata | SPAL              | 0 – 0 | Parma | Stadio Paolo Mazza\| Arbitro: \| Frigerio (Milano) \| |
| Arbitro:                              | Frigerio (Milano) |       |       |                                                       |

| Parma 8 gennaio 1984 15ª giornata | Parma         | 0 – 0 | Lanerossi Vicenza | Stadio Ennio Tardini\| Arbitro: \| Greco (Lecce) \| |
| Arbitro:                          | Greco (Lecce) |       |                   |                                                     |

| Arbitro: | Bin (Torino) |

|                    |           |                    |
| Tamalio 17’ (rig.) | Marcatori | 80’ (rig.) Panizza |

| Arbitro: | Betti (Siena) |

|                        |           |  |
| G. Pin 13’ Mariani 38’ | Marcatori |  |

#### Girone di ritorno
| Arbitro: | Albertini (Voghera) |

|            |           |  |
| Savino 32’ | Marcatori |  |

| Arbitro: | Bruni (Arezzo) |

|                         |           |  |
| Barbuti 21’ Mariani 29’ | Marcatori |  |

| Arbitro: | Ciaccio (Napoli) |

|                |           |             |
| Bevilacqua 85’ | Marcatori | 38’ Mariani |

| Arbitro: | Scalcione (Matera) |

|                        |           |               |
| Panizza 1’ Barbuti 28’ | Marcatori | 73’ Di Nicola |

| Arbitro: | Catania (Roma) |

|                                |           |               |
| Barbuti 20’ Pin 55’ Aselli 75’ | Marcatori | 50’ Cinquetti |

| Arbitro: | D'Innocenzo (Roma) |

|             |           |             |
| Bottaro 67’ | Marcatori | 62’ Barbuti |

| Parma 11 marzo 1984 24ª giornata | Parma            | 0 – 0 | Fanfulla | Stadio Ennio Tardini\| Arbitro: \| Fiorenza (Siena) \| |
| Arbitro:                         | Fiorenza (Siena) |       |          |                                                        |

| Bologna 18 marzo 1984 25ª giornata | Bologna           | 0 – 0 | Parma | Stadio Comunale\| Arbitro: \| Basile (Siracusa) \| |
| Arbitro:                           | Basile (Siracusa) |       |       |                                                    |

| Arbitro: | Gabbrielli (Prato) |

|                          |           |            |
| Barbuti 41’ Marocchi 64’ | Marcatori | 82’ Guerra |

| Arbitro: | Tuveri (Cagliari) |

|                 |           |                                      |
| Cornacchini 86’ | Marcatori | 44’ Barbuti 46’ (aut.) Capra 58’ Pin |

| Arbitro: | Mele (Bergamo) |

|             |           |  |
| Barbuti 89’ | Marcatori |  |

| Arbitro: | Frigerio (Milano) |

|               |           |            |
| Paraluppi 11’ | Marcatori | 8’ Barbuti |

| Arbitro: | Fabricatore (Roma) |

|  |           |            |
|  | Marcatori | 3’ Salsano |

| Arbitro: | Tuveri (Cagliari) |

|                            |           |             |
| Barbuti 40’, 63’, 79’, 90’ | Marcatori | 44’ Pezzato |

| Arbitro: | D'Innocenzo (Roma) |

|                     |           |                                                 |
| Nicolini 39’ (rig.) | Marcatori | 1’ Marocchi 70’ Mariani 72’, 81’ (rig.) Barbuti |

| Arbitro: | Gabbrielli (Prato) |

|             |           |  |
| Barbuti 21’ | Marcatori |  |

| Arbitro: | Frigerio (Milano) |

|  |           |           |
|  | Marcatori | 23’ Pioli |

### Coppa Italia

#### Primo turno
| Arbitro: | Da Pozzo (Monza) |

|               |           |                            |
| Colasanto 70’ | Marcatori | 42’ (aut.) Ipsaro Passione |

| Arbitro: | Tubertini (Bologna) |

|            |           |             |
| Aselli 38’ | Marcatori | 44’ Cuttone |

| Arbitro: | Bianciardi (Siena) |

|                    |           |                                                |
| Panizza 35’ (rig.) | Marcatori | 10’ (aut.) Pin 55’ (rig.) Colomba 79’ Bergossi |

| Arbitro: | Baldi (Roma) |

|  |           |                                |
|  | Marcatori | 27’ Barbuti 53’ Di Pietropaolo |

| Arbitro: | Pieri (Genova) |

|                    |           |               |
| Di Pietropaolo 22’ | Marcatori | 37’ Altobelli |

### Coppa Italia Serie C

#### Fase finale
| Arbitro: | Cesca (Latisana) |

|                                |           |                                                  |
| Salsano 18’ Di Pietropaolo 55’ | Marcatori | 35’ Gregucci 47’ Marangon 61’ Fratena 64’ Pagano |

| Arbitro: | Strada (Abbiategrasso) |

|                                                 |           |                       |
| Pistis 68’ Fratena 80’ Scarrone 84’ (rig.), 87’ | Marcatori | 18’ Frara 67’ Ascagni |